# Cathédrale Saint-Paul de Gatchina
Cette  cathédrale n’est pas la seule cathédrale Saint-Paul.
La cathédrale Saint-Paul est une église orthodoxe située à Gatchina près de Saint-Pétersbourg. C'est depuis 2013 l'église-mère (cathédrale) de l'éparchie de Gatchina, dépendant du siège métropolitain de Saint-Pétersbourg. Elle a été construite entre 1846 et 1852 par Roman Kouzmine et Constantin Thon. Le terme de « cathédrale » (sobor en russe) n'est pas équivalent à une cathédrale catholique, siège de l'évêque diocésain, mais plus proche du terme de collégiale, car réunissant plusieurs desservants. La cathédrale orthodoxe, siège d'un évêque, est appelée Kafedralny sobor (c'est-à-dire collégiale cathédrale). Elle est consacrée à l'apôtre Paul.

## Historique

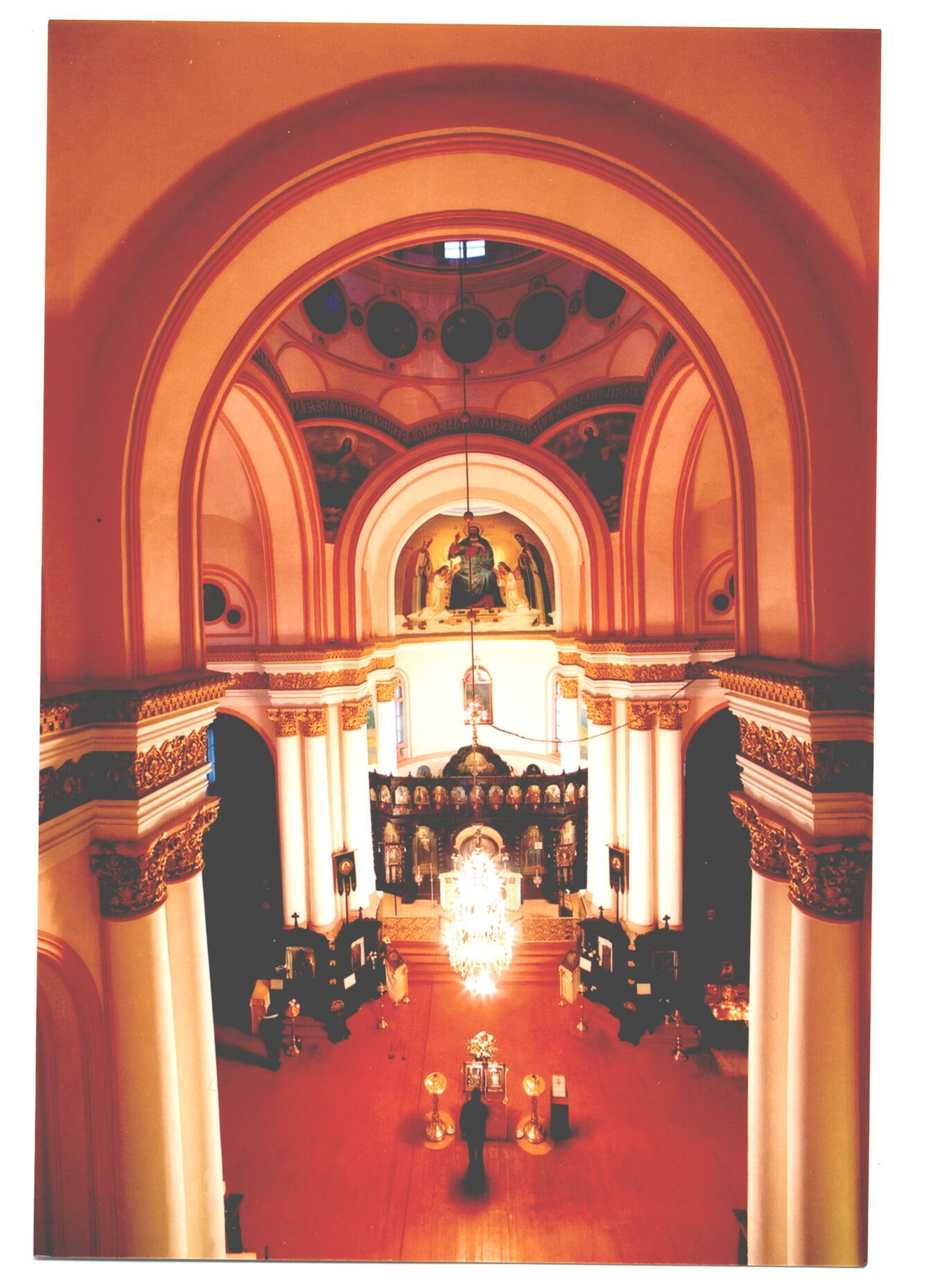
Vue de l'intérieur de Saint-Paul de Gatchina

Il n'y avait jusqu'au milieu du XIXe siècle qu'un église dépendant de l'hôpital de Gatchina construite en 1823 ce qui était suffisant pour le village de l'époque. Cependant à partir des années 1840 la bourgade est le lieu de manœuvres militaires annuelles et en 1845 un nouveau plan d'aménagement de Gatchina est mis en œuvre. L'empereur Nicolas Ier choisit lui-même l'emplacement de la nouvelle église. Le projet est confié à Kouzmine, avec la collaboration de Constantin Thon. La première pierre est bénite le 17 octobre 1846 et l'église terminée en 1852. Elle est consacrée le 29 juin en présence du grand-duc Constantin. En 1891, on lui rajoute une école pour garçons et filles dépendant de la paroisse.
L'église est restaurée en 1915 et, en 1920, on rajoute une crypte chauffée l'hiver. Elle fait partie de l'Église rénovationiste contrôlée par le pouvoir à partir de 1923, mais elle doit fermer définitivement en 1938, tous ses prêtres étant arrêtés et emprisonnés. Elle rouvre à l'automne 1941 pendant l'occupation allemande et elle ne ferme pas lorsque les Allemands sont chassés.
L'église inférieure est rénovée puis l'ensemble, une nouvelle iconostase est bénite dans l'église inférieure en 1948 et l'ancienne de l'église supérieure, qui avait été sauvée et conservée par une paroissienne, retrouve sa place. L'église est restaurée en 1977 pour son 175e anniversaire.
C'est l'une des rares églises des environs à avoir conservé son aspect intérieur. Elle devient cathédrale de l'éparchie de Gatchina, lorsque cette éparchie (diocèse) est érigée en 2013.

## Source
- (ru) Cet article est partiellement ou en totalité issu de l’article de Wikipédia en russe intitulé « Собор Святого апостола Павла (Гатчина) » (voir la liste des auteurs).